# Swedish Open 1984
Lo Swedish Open 1984 è stato un torneo di tennis giocato sulla terra rossa. È stata la 37ª edizione del torneo, che fa parte della categoria del Volvo Grand Prix 1984. Il torneo si è giocato a Båstad in Svezia dal 16 al 22 luglio 1984.

## Campioni

### Singolare maschile
Henrik Sundström ha battuto in finale  Anders Järryd con il punteggio di 3–6 7–5 6–3

### Doppio maschile
Jan Gunnarsson /  Michael Mortensen hanno battuto in finale  Juan Avendaño /  Fernando Roese con il punteggio di 6–0, 6–0